# Percy Hodge
Percy Hodge, britanski atlet, * 26. december 1890, Herm, Guernsey, Združeno kraljestvo † 27. december 1967, Bexhill-on-Sea, East Sussex, Anglija, Združeno kraljestvo.
Hodge je nastopil na Poletnih olimpijskih igrah 1920 v Antwerpnu, kjer je osvojil naslov olimpijskega prvaka v teku na 3000 m z zaprekami. Zmagal je s časom 10:00,4 in prednostjo več kot 50 m pred Patrickom Flynnom.